# Berdeniella chvojkai
Berdeniella chvojkai är en tvåvingeart som beskrevs av Jezek 1999. Berdeniella chvojkai ingår i släktet Berdeniella och familjen fjärilsmyggor. Inga underarter finns listade i Catalogue of Life.